# Moussa Souleiman
Moussa Souleiman (arabisch موسى عواليه سليمان; geb. 1962) ist ein ehemaliger dschibutischer Langstreckenläufer.
Souleiman trat bei den Olympischen Sommerspielen 1992 in Barcelona an. Im Wettbewerb über 5000 m kam er im Vorlauf auf Platz 13.